# Дои (насеље)
Дои (фр. Dohis) насеље је и општина у североисточној Француској у региону Пикардија, у департману Ен (Пикардија) која припада префектури Лаон.
По подацима из 2011. године у општини је живело 99 становника, а густина насељености је износила 12,22 становника/km². Општина се простире на површини од 8,1 km². Налази се на средњој надморској висини од 201 метар (максималној 243 m, а минималној 175 m).

## Демографија
| 1962. | 1968. | 1975. | 1982. | 1990. | 1999. | 2011. |
| ----- | ----- | ----- | ----- | ----- | ----- | ----- |
| 147   | 176   | 141   | 134   | 126   | 111   | 99    |

График промене броја становника у току последњих година